# Râul Celac
Râul Celac este un curs de apă, afluent al râului Câlneș. 